# Watsontown
Watsontown est un borough situé au nord-ouest du comté de Northumberland, en Pennsylvanie, aux États-Unis,. En 2010, il comptait une population de 2 351 habitants, estimée au 1er juillet 2020 à 2 300 habitants. Le borough est incorporé le 4 novembre 1867.

## Démographie
Lors du recensement de 2010, le borough comptait une population de 2 351 habitants. Elle est estimée, en 2020, à 2 300 habitants.

### Source de la traduction
- (en) Cet article est partiellement ou en totalité issu de l’article de Wikipédia en anglais intitulé « Watsontown, Pennsylvania » (voir la liste des auteurs).